# Kosmos 929
Kosmos 929 (ros. Космос 929) – autonomiczny lot bezzałogowego pojazdu kosmicznego typu TKS.
Pojazd składał się z przedziału towarowego i kapsuły powrotnej WA. Kapsuła odłączyła się od przedziału towarowego po 30-dniowym wspólnym locie i wróciła na Ziemię 16 sierpnia 1977. Pozostały na orbicie moduł FGB został zdeorbitowany 3 lutego 1978. Celem misji był test kompletnego systemu TKS, który miał posłużyć za załogowy statek kosmiczny wysyłany na stacje Ałmaz.